# Pierre-Joseph Artaud
Pierre-Joseph Artaud  (né le 5 mars 1707 à Bonnieux - mort le 5 septembre 1760), est un ecclésiastique qui fut évêque de Cavaillon de 1757 à 1760.

## Biographie
Pierre-Joseph Artaud, ordonné prêtre en 1730, est membre du chapitre de chanoines de l'église Saint-Louis-du-Louvre à Paris et curé de la paroisse de Saint-Merri de 1744 à 1757. Il est nommé par le roi Louis XV évêque de Cavaillon en 1757 et consacré par le cardinal Giorgio Doria avec comme co-consécrateurs Giambattista Bortoli (it) et Leonardo Cecconi. Son épiscopat est très bref car il ne siège que trois ans et meurt le 4 septembre 1760. Il laisse le souvenir d'un prélat exemplaire et une petite œuvre qui comprend un panégyrique de saint Louis, un discours sur les mariages fait à l'occasion de la naissance en 1751 de Mgr le Duc de Bourgogne plus quelques mandements et instructions pastorales .